# (37378) 2001 VU76
2001 VU76 (asteroide 37378) é um asteroide da cintura principal. Possui uma excentricidade de 0.13838940 e uma inclinação de 23.28286º.
Este asteroide foi descoberto no dia 12 de novembro de 2001 por LINEAR em Socorro.